# محمد رسلاله خدفي
محمد رسلاله خدفي (بالفرنسية: Moha Rharsalla)‏ (مواليد 15 سبتمبر 1993) هو لاعب كرة قدم مغربي ، يجيد اللعب في الجناح ، ويلعب حاليًا لنادي حسنية أكادير. 

## روابط خارجية
محمد رسلاله خدفي على موقع اتحاد أوكرانيا (الإنجليزية)
- محمد رسلاله خدفي على موقع قاعدة بيانات كرة القدم.إي يو (الإنجليزية)
- محمد رسلاله خدفي على موقع Soccerway.com (الإنجليزية)
- محمد رسلاله خدفي على موقع عالم كرة القدم.نت (الإنجليزية)
- محمد رسلاله خدفي على موقع AS.com (الإسبانية)